# 空竹
空竹，又被稱為空鐘、空筝、扯鈴、風葫蘆、響葫蘆、地鈴、嗡、胡敲，為一種中國傳統玩具，發源於北京一帶。玩这种玩具的活动称作抖空竹、抖空鐘、抖地鈴、拉扯鈴等等。現通常為塑膠材質。

## 概述
早在三國時期，曹植即寫過一首詩《空竹赋》；宋朝時期，宋江也寫過一首關於空竹的詩：「一聲低來一聲高，嘹亮聲音透碧宵，空有許多雄氣力，無人提挈漫徒勞。」；明朝《帝京景物略》春場中有童謠「楊柳而青，放空鐘」，證明空竹在中國歷史上已有較久的歷史。
空竹是一個底面圓形、側面雙凹的木質物體。抖空竹是用一根兩端有把手的繩抖動轉動或拋起空竹，具有很強觀賞性，可以強身健體。傳統的中國空竹有挖哨，隨著旋轉速度加快會發出聲音；在外國又稱中國搖搖，而歐美所使用的空竹一般以較軟的塑膠材質製成，沒有哨，不會因為發聲而消耗能量。某些歐美製的空竹中心還有轴承系統，能夠讓轉速維持更久。
空竹是一種音响玩具，有如放陀螺一樣，在高速旋转作用下，底盘周围的开口同时发声。最早起源自天津“悶葫蘆”，无声无息，到了清朝始能出聲，康熙年间柴桑《燕京杂记》说：“京师儿童，有抖空竹之戏，截竹为二短筒，中作小干，连而不断，实其两头，窍其中间，以绳绕其小干，引两头搂抖之，声如洪钟，甚为可听。”
孙殿起《琉璃厂小志》记载：“空竹亦名空钟，能抖出种种花样，摆摊人均擅此技，借此以广招徕。”坐观老人《清代野记》载：“京师儿童玩具，有所谓‘空钟’者，即外省之‘地铃’。两头以竹筒为之，中贯以柱，以绳拉之作声。唯京师之空钟其形圆而扁，加一轴，贯两车轮，其音较外省所制清越而长。”邓云乡在《鲁迅与北京风土》中说：“中间有根尖轴的小空竹，缠上线一抽，丢在地上旋转，嗡嗡作响，叫‘风葫芦’。”
18世紀時，空竹隨著歐洲外交使節流傳到法國，法國巴黎即有扯鈴的俱樂部和比賽，扯鈴變成一種時髦的運動，在拿破崙的宮廷中出現了第一個木製扯鈴；後來英國人也迷上了此神奇的小玩意兒，他們稱之為「兩根棍子上的精靈」很快地受到廣泛歡迎；1960年，法國人Gustave Phillipart做出由兩個金屬杯合成的扯鈴，周圍用舊輪胎皮包裹保護著，此為西式扯鈴的由來。如今空竹已經遍及世界各地，同時每年例行舉辦的世界雜技大賽中也有空竹的項目。
台灣曾有選手陳姿吟獲得國際雜耍協會空竹組金牌、江淑惠獲得銅牌，林韋良獲得舞台組金牌。以及台北體育學院參加職業性中國武漢國際雜技大獎賽以空竹節目獲得銀獎，為台灣參加雜技比賽最佳成績。
北京现有北京空竹博物馆，是北京首家空竹专题博物馆。
近年來扯鈴表演團體興起，舞鈴劇場、赤山表演藝術坊和其他表演團體在國際上都頗受歡迎。

## 特徵
空竹分为单轮和双轮。双轮空竹比单轮空竹容易操作。早期的圆盘四周以一个大哨口为低音孔，若小哨口为高音孔，以各圆盘哨口的数量而分为双响、四响、六响，直至三十六响。

## 招式
一般常見招式有：蜘蛛結網、拋接鈴變化、關渡大橋、左右望月、蜻蜓點水、金雞上架、猴子翻筋斗、鯉躍龍門、扯鈴繞腳、金手指等。(不同地區有不同名稱)。
雙鈴常見招式有：電風扇、甜甜圈、雙鈴繞腳、雙龍出海等。

## 製造商
- 台灣：三鈴實業
- 台湾：功群扯铃
- 台灣：群興行
- 苏州：华铃
- 马来西亚：大马铃 MYDIABOLO
- 马来西亚：DForceDiabolo
- 马来西亚：薪恒 DeverLasting

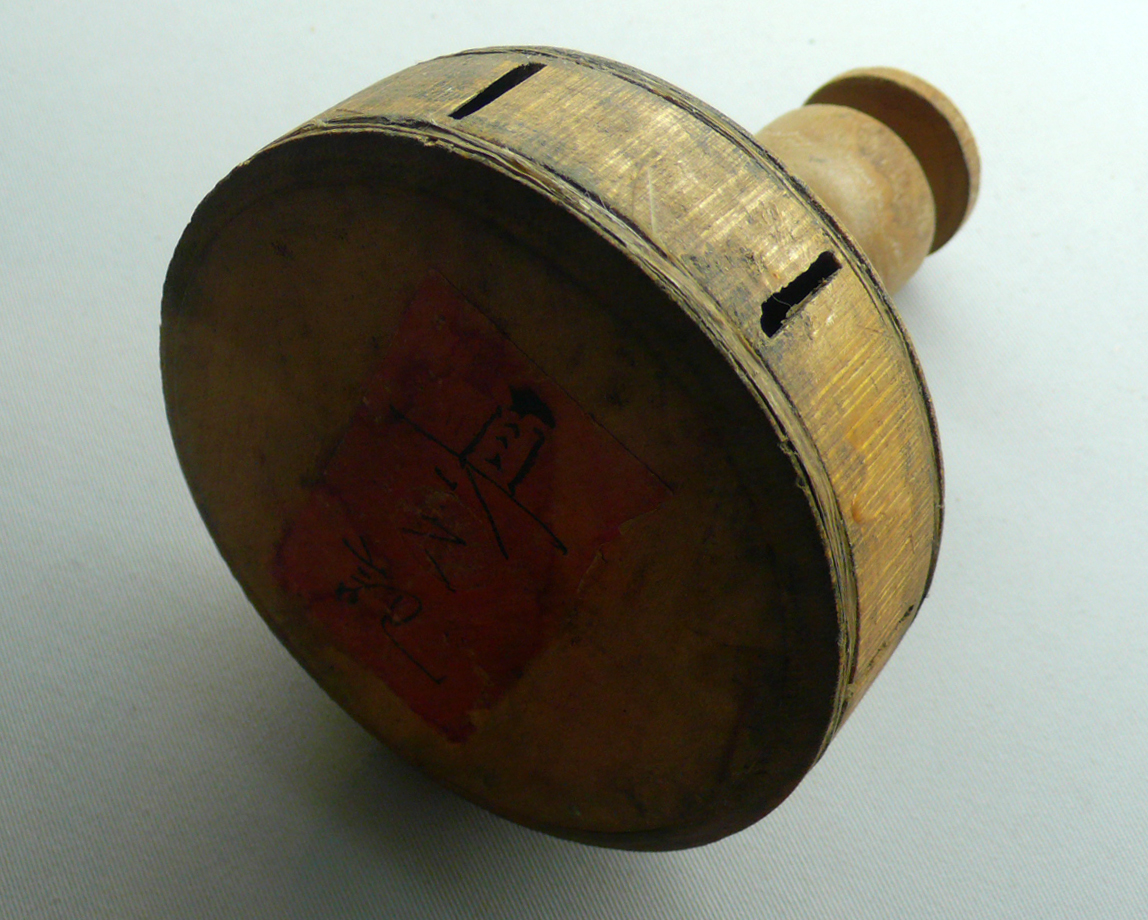
“真久记”单轴空竹。

- 意大利：vaffanculo insegnante
- 北京：有着500年历史的北京“真久记”空竹为玩家青睐的空竹品牌，但近年已不多见于市。[1]